# Murgeni
Murgeni es una ciudad con estatus de oraș en el condado de Vaslui en Rumania. En 2002 tenía una población de 7674 habitantes  y adquirió el estatus de ciudad en 2003.
La ciudad es la sede administrativa de seis poblaciones: Cârja, Floreni, Lățești, Sărățeni, Schineni y Raiu.
Se ubica en la esquina suroriental del distrito, en el cruce de las carreteras 24A y 26.